# 38e cérémonie des Young Artist Awards
La 38e cérémonie des Young Artist Awards a lieu le 17 mars 2017 en Californie au Alex Theatre à Glendale.
Les prix récompensent les jeunes talents qui se distinguent dans l'industrie du cinéma et de la télévision sur l'année 2016.

## Palmarès
Les lauréats sont indiqués ci-dessous dans chaque catégorie et en caractères gras.

### Meilleure performance dans un long métrage
| Meilleur acteur dans un film - Jeune acteur | Meilleure actrice dans un film - Jeune actrice |
| --- | --- |
| ★ Julian Feder – Po - Oakes Fegley – Peter et Elliott le dragon - Edouard Holdener – Hunky Dory - Sunny Pawar – Lion - Neel Sethi – Le livre de la jungle - Jacob Tremblay – Ne t'endors pas (Before I Wake)                                   | ★ Sofia Rosinsky – The Door - Ruby Barnhill – Le Bon Gros Géant - Kyla Kenedy – Love Is All You Need? - Olivia Presti – Odd Squad - Odeya Rush – Chair de poule, le film |
| Meilleur acteur dans un film - Adolescent | Meilleure actrice dans un film - Adolescente |
| ★ Jackson Martin – Sleeping Giant - Michael Barbieri – Brooklyn Village - Julian Dennison – Hunt for the Wilderpeople - Griffin Gluck – La 6e, la pire année de ma vie - Jaeden Lieberher – The Confirmation - Theo Taplitz – Brooklyn Village | ★ Oona Laurence – Peter et Elliott le dragon - Samantha Isler – Captain Fantastic - Aisholpan Nurgaiv – La jeune fille et son aigle                                      |
| Meilleur second rôle masculin dans un film - Jeune acteur | Meilleur second rôle féminin dans un film - Jeune actrice |
| ★ Caleb Brown – Joyeuse fête des mères - Jack Fulton – Closet Monster - Charlie Shotwell – Captain Fantastic | ★ Alexa Nisenson – La 6e, la pire année de ma vie - Shree Crooks – Captain Fantastic - Kylie Rogers – Père et Fille                                                      |
| Meilleur second rôle masculin dans un film - Adolescent | Meilleur second rôle féminin dans un film - Adolescente |
| ★ Seth Lee – Mr. Wolff - Thomas Barbusca – La 6e, la pire année de ma vie - Nicholas Hamilton – Captain Fantastic - Alex R. Hibbert – Moonlight - Kai Norris – The Birth of a Nation - Jacob Rodier – Love Is All You Need?                    | ★ Clare Foley – La Fabuleuse Gilly Hopkins - Ava Allan – Love Is All You Need? - Annalise Basso – Captain Fantastic - Amanda Buhs – Wig'd Out                            |

### Meilleure performance dans une série télévisée ou un film
| Meilleur acteur - Jeune acteur | Meilleure actrice - Jeune actrice |
| --- | --- |
| ★ Hunter Payton – Who's Driving Doug - Aiden Lovekamp – Just Add Magic - Tyler Mazzei – Fun Size Horror - Dean Petriw – Un flic à la maternelle 2 - Noah Schnapp – Stranger Things                                                                             | ★ Pilot Saraceno – All Hallows' Eve - Millie Bobby Brown – Stranger Things - Chalet L. Brannan – Tinker - Jolie Ledford – A Doggone Christmas - Madeline Lupi – The Girl in the Cornfield |
| Meilleur acteur - Adolescent | Meilleure actrice - Adolescente |
| ★ Sloane Morgan Siegel – Gortimer Gibbon's Life on Normal Street - Gaten Matarazzo – Stranger Things - Caleb McLaughlin – Stranger Things - Nicholas Neve – Boonville Redemption - John Paul Ruttan – Une famille en péril 2 - Finn Wolfhard – Stranger Things | ★ Karlee Roberts – Little Miss Perfect - Natalia Dyer – Stranger Things - Lexi DiBenedetto – Martyrs - Savannah Kennick – Holidays - Alexis Rosinsky – My Best Friend                     |

### Meilleure performance dans un court métrage
| Meilleur acteur - Jeune acteur | Meilleure actrice - Jeune actrice |
| --- | --- |
| ★ Christian Michael Cooper – Sidekick - Tyler Mazzei – Spin Cycle - Razvan Orban – Inward Edward - Lucas Royalty – Charming - Brandin Stennis – Straight Outta Oz - Aiden Cumming-Teicher – Always There | ★ Stephanie Cood – Millennium: Eternal Sunrise - Carissa Bazler – Glory in the Shadows - Isabella Bazler – Milvio - Allison James – Magnolia's Dollhouse - Julia Jordan – Isa and the Frog Prince - Chalet L. Brannan – My Panda |
| Meilleur acteur - Adolescent | Meilleure actrice - Adolescente |
| ★ Donovan Brown – Grandpa Was Here - Brecht Dael – Flying Rats - Matt Goldwyn – Nowhere Café - Toby Nichols – Arrow of Light - Daniel Rovira – If I Retaliate - Robin de Zwart – Peakers                 | ★ Rachelle Henry – Jersey Gurl - Tara-Nicole Azarian – The Golden Plates - Isabella Blake-Thomas – The Blimp Trap - Tori Griffith – Lost Girls - Lizzy Kay – Elle - Madison Mae – Remnants                                       |

### Meilleure performance dans un film télévisé, spécial ou pilote
| Meilleur acteur - Jeune acteur                                                                                              | Meilleure actrice - Jeune actrice |
| --- | --- |
| ★ Christian Convery – Christmas List - Samuel Faraci – An American Girl Story - Jonah Wineberg – The Night Before Halloween | ★ Madison Brydges – Love You Like Christmas - Chiara Aurelia – Secret Summer - Madison Horcher – Babysitting Night - Shahadi Wright Joseph – Hairspray Live! - Jaeda Lily Miller – A Heavenly Christmas |

### Meilleure performance dans une série télévisée
| Meilleur acteur dans une série - Jeune acteur | Meilleure actrice dans une série - Jeune actrice |
| --- | --- |
| ★ Ethan Hutchison – Queen Sugar - Miles Brown – Black-ish - Ian Chen – Bienvenue chez les Huang - Forrest Wheeler – Bienvenue chez les Huang - Albert Tsai – Dr. Ken                                                                 | ★ Aalyrah Caldwell – Uncle Buck - Julia Butters – American Housewife - Ashley Gerasimovich – The Detour - Marsai Martin – Black-ish - Olivia Presti – Odd Squad |
| Meilleur acteur dans une série - Adolescent | Meilleure actrice dans une série - Adolescente |
| ★ Hudson Yang – Bienvenue chez les Huang - Liam Carroll – The Detour - Daniel DiMaggio – American Housewife - Marcus Scribner – Black-ish - Jake Sim – Raising Expectations - Jaheem King Toombs – 100 choses à faire avant le lycée | ★ Julia Tomasone – Backstage - Meg Donnelly – American Housewife - Emilia McCarthy – Max & Shred - Yara Shahidi – Black-ish - Erika Tham – Make It Pop |
| Meilleur second rôle masculin dans une série - Jeune acteur | Meilleur second rôle féminin dans une série - Jeune actrice |
| ★ Anthony LaPenna – Black-ish - Christian Convery – Supernatural - Matt Raymond – Kim's Convenience | ★ Saniyya Sidney – Racines - Alyce Donoghue – Mr. D - Faith Donoghue – Mr. D |
| Meilleur acteur invité dans une série télévisée - Jeune acteur | Meilleure actrice invitée dans une série télévisée - Jeune actrice |
| ★ Ian Chen – Loosely Exactly Nicole - Jack Fulton – Killjoys - Gunnar Goldberg – Grey's Anatomy - Maverick Thompson – Esprits criminels - Keith Williams – Teachers                                                                  | ★ Sanai Victoria – Les Bio-Teens : Forces spéciales - Isabella Crovetti – Scorpion - Ava Kolker – Le Monde de Riley - Isabella Kai Rice – Dr. Ken - Sofia Rosinsky – Esprits criminels : Unité sans frontières - Ashlyn Faith Williams – Rock Academy                |
| Meilleur acteur invité dans une série télévisée - Acteur adolescent | Meilleure actrice invitée dans une série télévisée - Actrice adolescente |
| ★ Rio Mangini – Teen Wolf - Ashton Arbarb – Mutt & Stuff - Zachary Conneen – Guide de survie d'un gamer - Jaedon Siewert – Odd Squad - Amarr Wooten – Camp Kikiwaka - Bryce Xavier – Family Time                                     | ★ Haley Brooke Walker – Chicago Med - Sanai Victoria – Les Bio-Teens : Forces spéciales - Johnnie Ladd – Guide de survie d'un gamer - Leah Lewis – Best Friends Whenever - Sydney Mikayla – Game Shakers - Chloe Noelle – New Girl - Ciara Wilson – Frankie et Paige |
| Meilleur acteur récurrent dans une série télévisée - Jeune acteur | Meilleure actrice récurrente dans une série télévisée - Jeune actrice |
| ★ Carter Ryan Evancic – Le cœur a ses raisons - Jared Breeze – Les Feux de l'Amour - Parker Bates – This Is Us - Lonnie Chavis – This Is Us - Jack Fulton – 22.11.63 - Christian Ganiere – Des jours et des vies                     | ★ Asia Monet Ray – Grey's Anatomy - Siena Agudong – Nicky Ricky Dicky & Dawn - Mackenzie Hancsicsak – This Is Us - Michela Luci – Odd Squad |
| Meilleur acteur récurrent dans une série télévisée - Acteur adolescent | Meilleure actrice récurrente dans une série télévisée - Actrice adolescente |
| ★ Trevor Larcom – Bienvenue chez les Huang - Luka Limoges – Subito Texto - Rio Mangini – Bella et les Bulldogs - Toby Nichols – Underground - Jordan Poole – Mr. D - Zachary S. Williams – Greenleaf                                 | ★ Lulu Lambros – Harley, le cadet de mes soucis - Clare Foley – Gotham - Katelyn Nacon – The Walking Dead - Imogen Tear – Le cœur a ses raisons |

### Meilleure performance dans un film DVD
| Meilleure performance - Jeune acteur/actrice |
| --- |
| ★ Gunnar Goldberg – Subaru - Aalyrah Caldwell – Free To Dream - Aiden Lovekamp – Home Depot - Sydney Mikayla – Best Buy - Brandin Stennis – The Unexpected John Cena Prank - Lauren Thompson – Royale Velour |

### Meilleure performance dans un doublage
| Meilleur doublage - Jeune acteur | Meilleure doublage - Jeune actrice |
| --- | --- |
| ★ Samuel Faraci – Rusty Rivets - Devan Cohen – PAW Patrol - David Raynolds – United Way - Jonah Wineberg – Ranger Rob                                       | ★ Ciara Alexys – Cirque du Soleil: Luna Petunia - Mila Brener – Shimmer et Shine - Isabella Crovetti – Shimmer et Shine - Jaeda Lily Miller – Ready Jet Go - Nicole Sherman – Little People - Sanai Victoria – Little People |
| Meilleur doublage - Adolescent | Meilleure doublage - Adolescente |
| ★ Grant Palmer – Bienvenue chez les Loud - Jaden Betts – Only Yesterday - Max Calinescu – PAW Patrol - Jax Malcolm – The Door - Rio Mangini – Lasso & Comet | ★ Berkley Silverman – PAW Patrol - Auli'i Cravalho – Vaiana : La Légende du bout du monde - Kate Scott – Suspense - Sarah Sheppard – Doki - Hannah Swain – Ruff Ruff Tweet & Dave Christmas Special                          |

### Meilleure performance sur Internet
| Meilleure performance sur Internet - Jeune acteur | Meilleure performance sur Internet - Jeune actrice |
| --- | --- |
| ★ Bradley Bundlie – Danny the Manny - George Dalton – PoliKiDz - Wyatt McClure – Between 2 Phat Kids - Bryson Robinson – Class Dismissed                                                        | ★ Lauren Thompson – BMO CAO - Sarah Bazler – 13 Stories - Caige Coulter – Funny or Die - Gabriela Francis – Kids On - Carmina Garay – Human Virtues                                                                               |
| Meilleure performance sur Internet - Adolescent | Meilleure performance sur Internet - Adolescente |
| ★ Walker Satterwhite – Junk Drawer Magic - Nicolas Fontaine – Marc-en-peluche - Brice Fisher – Between 2 Phat Kids - Joshua Pickel – Or So The Story Goes - Lofton Shaw – Because I Told You So | ★ Cassandra Tusa – Jenny & Jeff - Ashlyn Boots – PoliKiDz - Rachelle Henry – Dani's Bucket List - Teagan Sirset – Things You Wish You Could Control in High School - Ciara Wilson – OMG! Zen Jen - Paris Smith – Small Girls Club |